# بيتيليا بوليكاسترو
بيتيليا بوليكاسترو (بالإيطالية: Petilia Policastro) هي كومونا ومدينة في مقاطعة كروتوني، في قلورية، جنوب إيطاليا.